# Usora
Usora je općina u Bosni i Hercegovini, a nalazi se između Doboja i Tešnja.

## Stanovništvo
Prije rata u Usori je živjelo oko 8500 osoba od kojih su većina bili Hrvati. U ratu je dio civilnog stanovništva izbjegao, tako da Usora danas ima samo 5000 stanovnika.

## Naseljena mjesta
Alibegovci, Bejići, Kraševo, Lončari, Makljenovac, Miljanovci, Novi Miljanovci, Omanjska, Sivša, Srednja Omanjska, Tešanjka, Ularice, Žabljak

## Povijest
Prostor oko rijeke Usora i njezinih pritoka zove se naprosto Usora.
Bio je nastanjen još u paleolitiku ( starije kameno doba ), Dr Đuro Basler i Zdravko Marić su otkrili u Makljenovcu prebivališta čovjeka u tim prapovijesnim vremenima. Ime Usora u povijesnim vrelima spominje se prvi put godine 1225. u pismu pape Honorija III. Andriji II. ugarsko-hrvatskom kralju. Podrijetlo imena Usora je posebna zagonetka. Jezikoslovci i povjesničari se značajno razilaze pri utvrđivanju pravog vrela: od slavonske riječi V'SOR' u značenju ohol, ponosit, grub, srdit, osoran do pokušaja izvođenja njezinog imena iz naziva ondje nastanjenog iliskog plemena Oserijata. Naime, odbacivši ilirski posvojni sufiks -ata dobivamo ime rijeke Oser (-is), očevidno Usora.
Ozbiljniju povezanost naroda usorskog kraja, propovjedajući blagoslov naravi, utemeljitelja je Katolička Crkva u mentalitet, način života i narodnu kulturu ovog kraja.

Najstariji podatak o njenoj nazočnosti je pismo pape Grgura IX. kojim uzima 8. kolovoza 1236. godine pod svoju posebnu zaštitu,... dragog sina i plemenitog muža, sina pokojnog Stijepana bana bosanskoga a unuka Kulina bana, Sebislav, ljiljana među trnjem.

To trnje, po papi, jest lokalno plemstvo u Usori, zaraženo herezom. Što znači da su pripadnici katoličke Crkve u Bosni, primili herezu preko drugih luka Hrvatske i Dalmacije.
Dijelom srednjovjekovnog područja Usore. Uglavnom je imala autonoman status, prvo postaje kneževina (u dokumentima (Sebislava 1236. godine) zatim kao banovina (Henrik Gisingovac 1272. god.) te napokon vojvodstvo (od 1326. godine rod Biloševića čija čast prelazi na rod Zlatonosovića od 1399. godine. Posljednji vojvoda je bio Tvrtko Stančić, s padom područja pod osmansku vlast). Ona pripada u red brojnih političkih poluovisnih teritorija, koje su postojale na istoku srednjovjekovne hrvatske države, na tlu današnje Bosne i Hercegovine kao specifični politički organizmi i koji su postupno nestajali ostavivši za sobom poneki trag u narodnoj kulturi, mentalitetu i načinu života.

Prostirala se slijevom rijeke Usore. Ime Usore potom se prenijeli i na dio bosanske Posavine. Glavna naselja bila su Teslić i Tešanj. Tijekom svoje povijesti, bila usko povezana i s drugim susjedima, Slavonijom i Mačvom. U izvorima se spominje prvi puta 1227., a njeno ime obavijeno je velom tajne; o njenim značenjem se raspravljalo na različite načine – neki su u njenom imenu vidjeli ilirske Oserijate, drugi su je povezivali sa slavenskom riječi osoran (ljut, srdit). 

Izvori su dosta »škrto« davali vijesti o Usori tako da se teško može izvršiti povijesna rekonstrukcija Usore. Može se samo nagađati kada nastaje politička organizacija na tlu ove župe. Uočljiv je i arhaičan karakter političkog statusa koji je vidljiv iz onih malo pisanih izvora koji o njoj govore. S toga se sumnja na jednu od mnogobrojnih hrvatskih knežija koje su se u ranom srednjem vijeku formirale.
Tijekom svoje zajedničke povijesti s Vrhbosnom igrala je važnu ulogu, upravo zbog svog geostrateškog položaja. Na sjeveru su bili izravni posjedi hrvatsko-ugarskog kralja, na istoku Nemanjća, srpskih kraljeva, južno su bili Kotromanići, banovi, a kasnije i kraljevi Bosne. Na zapadu su bili moćni banovi Slavonije, poput Babonića. Svi oni su htjeli širiti svoju vlast, ali obično nisu mogli doći dalje od Usore. Iako je Usora potpadala pod vlast ovih vladara, njihova vlast je obično bila slaba, dok je stvarnu vlast imao usorski vojvoda.

Svjedoci o njenoj burnoj prošlosti su mnogobrojne tvrđave koje se uzdižu na dominantnim uzvišenjima. Njihova osnovna uloga je bila nesumnjivo odbrambenog karaktera.
Nakon pada Vrhbosne veći dio ovog područja ušao je u sastav Srebreničke banovine, čime se čuvala njena obrambena uloga. Sačuvala se jedino do današnjih dana jedno područje na ograncima istoimene rijeke. Godine 1512. ovaj prostor osvajaju Osmanlije u čijim okvirima ostaje do 19. stoljeća. 
Padom pod tursku vlast je i na ovim područjima počela islamizacija stanovništva.

## Granice Usore
Za početak je potrebno napomenuti da je Usora jedna od župa o kojoj je najmanje pisano u historiografiji. To je uslovljeno direktno time što se ona rijetko u izvorima spominje. Najčešće se spominje u titulaciji vladara, a direktno o njoj se skoro uopće ne govori, tako da ne znamo ni neke najosnovnije podatke. Do tih podataka se dolazi uglavnom indirektnim putem. 

Šire područje Usore je danas moguće relativno sigurno utvrditi. Najbolje poznate granice ove župe su na sjeveru i istoku. Rijeke Sava i Drina su stalne granice Usore koje vjerojatno sežu i u rani srednji vijek. Za razliku od ove dvije granice ostale dvije (zapad i jug) su varirale i poteško je povući jasnu granicu. Uostalom u srednjem vijeku nisu ni postojale jasne granice kao što ih u današnjim vremenima poznajemo. Položaj Usore kao pogranične župe odredio je njen ukupan razvoj. To se najbolje može vidjeti u toponomastici Usore idući sa sjevera prema jugu. Dok na sjeveru imamo jako mnogo ugarskih toponima koji su se do danas očuvali, na samom jugu župe se vidi znatno manje stranih toponima i mnogo više slavenskih. 

Opravdano je pretpostaviti da je samo područje Usore vrlo staro i da politička uprava na ovom prostoru možda seže do doseljenja Hrvata.  Druga pretpostavka je da je Usora jedna od mnogobrojnih sklavinija, čiji bi se postanak onda pripisivao 9. ili 10. stoljeću. 
Zapadnu granicu Usore činilo bi razvođe Bosne i Ukrine. Ova zapadna granica je posebno zanimljiva jer sama rijeka Usora čini zapadnu granicu župe. Naime, prvo se treba postaviti pitanje šta je starije, ime rijeke Usore ili župa Usora sama po sebi – ili, je li rijeka dala ime župi ili je župa dala ime rijeci? 
U vrijeme najvećeg obujma Usora je obuhvatala i porječje Spreče – nakadašnju oblast Soli, te čitav sliv rijeke Drinjače, dakle srednje Podrinje.
Od druge polovice 14. stoljeća u razdoblju nastanka kritičke historiografije ustalilo se mišljenje da se pod nazivom Završja podrazumijevaju tri krška polja, livanjsko, glamočko i duvanjsko ili tri župe koje su nosile ista imena (Livno, Glamoč i Duvno). Ovo mišljenje su prvi iznijeli S. Novaković i F. Rački, a V. Klaić ga je u svojoj sintezi popularizirao, tako da se od tada pod Završjem smatraju ova tri spomenuta kraška polja. Međutim, novija historiografija pokazuje, da prostor srednjovjekovnog Završja obuhvaćao veći geografski prostor, a u svome najširem obimu obuhvaćao je i sjevernu granicu hrvatske države i Bosni pa do obala Save između Sane na zapadu i donjeg toka Drine na istoku.  Idući s istoka na zapad u obliku polumjeseca prostirale su se župe Trebotić, Soli, Usora i Zemunik.

Najbolji primjer za ovu tvrdnju se nalazi u jednoj ispravi bana Stjepana II Kotromanića koja je izdana Dubrovniku 15. kolovoza 1332. godine. Na mjestu gdje se nalazi popis svjedoka »od Završja« redaju se imena devet svjedoka.  Do sada se pretpostavljalo da je od Završja samo prvi s liste, a da su ostali iz drugih krajeva (Usore, Soli i dr.), iako je neotrebno isticati da se »teritorijalna odrednica odnosi na sve svjedoke ispred čijih je imena zapisana,«   jer takvih primjera imamo na desetine. U spomenutoj ispravi iz 1332. godine naziv Završja upotrijebljen je kao geografska prostorna odrednica za šire područje, kao što je npr. Hum geografska odrednica u kojoj se nalaze četiri župe koje čine jednu cjelinu. Ali taj geografski naziv, koji je vjerojatno mlađeg porijekla, nije mogao potisnuti imena župa koja su mnogo starija što je primjerice Usora svakako i bila. Usora je još 1332. godine važila za najznačajniju župu u Završju na što ukazuje i broj svjedoka koji je »ot Usore«.

## Etnički sastav
Usora je većinskim dijelom nastanjena Hrvatima. Kroz osmansku vladavinu se hrvatski utjecaj konstantno smanjivao, da bi danas obuhvaćao uglavnom sela zapadno od Doboja. Pitanje je koji su čimbenici utjecali na to da su se, unatoč ogromnom pritisku koji je slomio okolno područje, u Usori do danas održali Hrvati.
U zadnjem ratu u Bosni i Hercegovini, srpske snage su opsjedale Usoru. Linija je bila poznata i po nazivu 'tenkovsko groblje'. 14. siječnja 1992., osnovana je Hrvatska zajednica Usora, na čijim je temeljima uspostavljena i u Domovinskom ratu obranjena općina Usora. Riječ je o hrvatskim naseljima iz tešanjske i dobojske općine.
Osnivanjem Hrvatskog vijeća obrane, 8. travnja 1992., Hrvatska zajednica Usora se povezala s ostalim hrvatskim zajednicama u Bosni i Hercegovini. Potkraj 1992., Usora je ušla u sastav Hrvatske zajednice Herceg-Bosne. Do kraja rata područje je obranila 110. usorska brigada u sastavu HVO-a. U Usori također nikada nije bilo sukoba HVO-a i Armije BiH. Zbog toga je danas Usora pod hrvatskom upravom u sastavu Federacije BiH.
| Stanovništvo područja općine Usora |                |                |
| godina popisa                      | 2013.          | 1991.          |
| Hrvati                             | 6095 (92,13 %) | 8019 (90,16 %) |
| Muslimani                          | 374 (5,66 %)   | 413 (4,64 %)   |
| Srbi                               | 61 (0,92 %)    | 95 (1,07 %)    |
| ostali i nepoznato                 | 73 (1,11 %)    | 367 (4,13 %)   |
| ukupno                             | 6603           | 8894           |

### O imenu
U govoru se do danas sačuvao izraz ušur, što bi prevedeno s latinskog značilo običajno pravo, a u narodu jednostavno običaj (pr. desetina brašna umjesto novca za meljaju). O podrijetlu ovog naziva za jedan cijeli kraj treba unijeti i predpostavku da su još stari Rimljani ovaj kraj nazvali tako, pošto je od pamtivijeka bio neprohodan i s toga pogodan za zbjegove progonjenih starosjedilaca sa šireg ilirskog prostora (pravo na običaj = usure).
Zanimljivo je da su svi stariji stanovnici ovog kraja nazivali rijeku Usoru Usura, a grad Doboj Dobuj.

## Kultura
Kulturno umjetničko društvo »Izvor« Žabljak-Usora
Prvo društvo utemeljeno je 1949. godine pod nazivom Jedinstvo i radilo je pod tim imenom do svibnja 1978. godine kada mijenja u naziv Pejo Pejica Penava i radi sve do 1992. godine.
Zbog ratnih djelovanja prekida svoj rad da bi ga ponovno reaktiviralo 1994. godine pod nazivom IZVOR. Društvo njeguje, kulturno nasljedje, tradiciju, obicaje, pjeva i svira glazbu i glazbala, plese pucke plesove iz Usore. Društvo je raznovrsno po starosnoj dobi od šesnaestogodisnjaka do šezdesetogodisnjaka što osigurava konituitet u prenošenju, njegovanju i cuvanju kulturnog nasljedja. Sudjelovali smo na mnogim smotrama folklora od medjunarodnih, državnih, regionalnih i opcinskih. Organizirali smo smotre folklora u manifestaciji "Srpanjski susreti". Društvo radi i temelji svoj rad na samim izvorima najstarijeg kulturnog nasljedja zeleci ga oteti zaboravu.
Isto tako, na području općine Usore djeluje KUD "Usorski običaji" Sivša, KUD "Jozo Džido-Zuber" Omanjska.

## Šport
- NK Usora
- NK Proleter Makljenovac
- MNK Usora

## Vanjske poveznice
- www.usora.ba
- www.usora.com
- www.usora.org  Arhivirana inačica izvorne stranice od 25. travnja 2017. (Wayback Machine)
- www.usorani.com  Arhivirana inačica izvorne stranice od 7. svibnja 2011. (Wayback Machine)
- www.usora.info  Arhivirana inačica izvorne stranice od 6. listopada 2016. (Wayback Machine)
- www.Opcina-Usora.com  Arhivirana inačica izvorne stranice od 13. travnja 2021. (Wayback Machine)